# École vénitienne (musique)
Pour les articles homonymes, voir École vénitienne.
L’école vénitienne désigne, en musique, les compositeurs de la Renaissance actifs à Venise de 1550 à 1610, connus notamment pour leur recours à la polychoralité.

## Développement

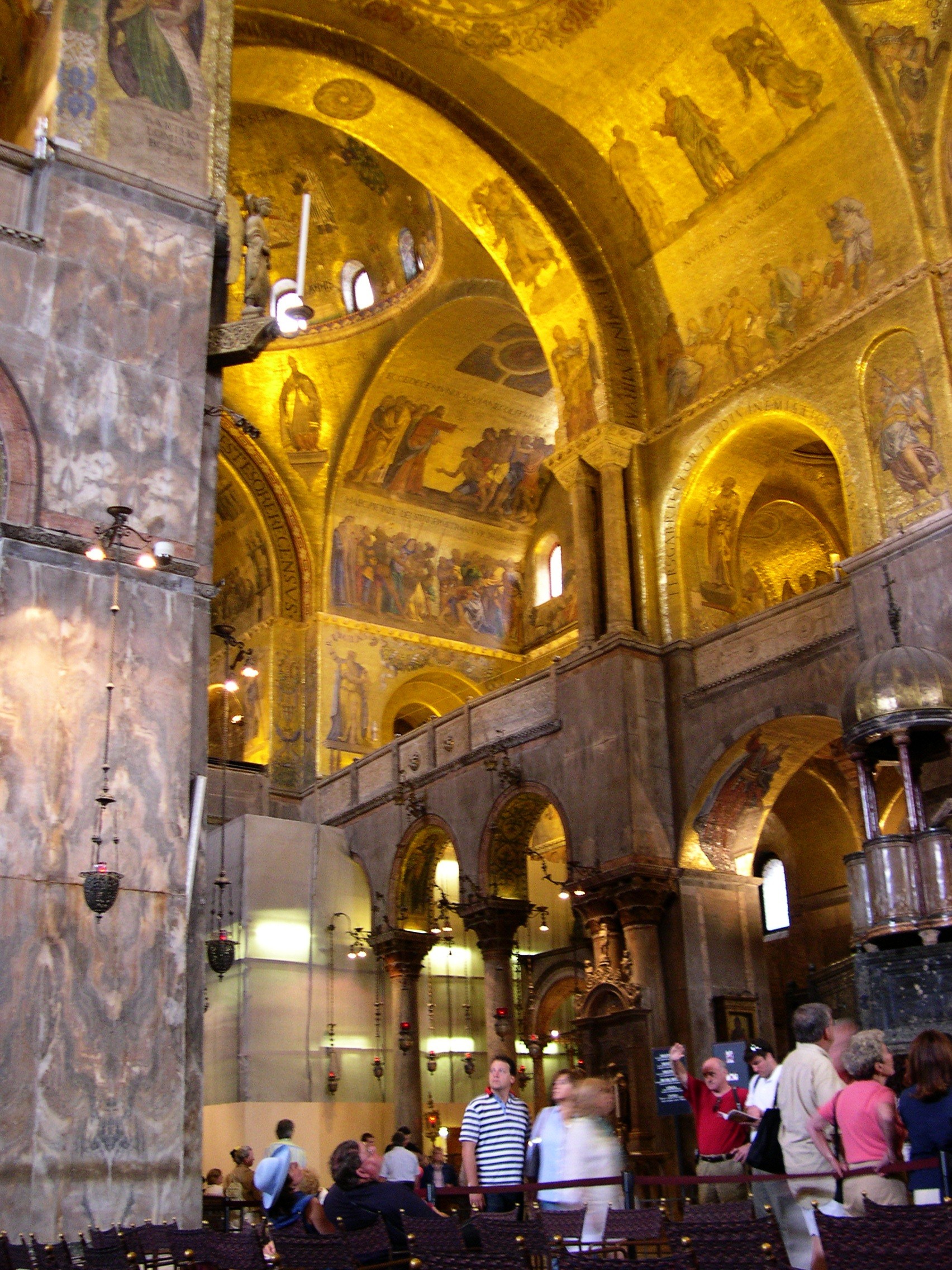
Partie occidentale du chœur de la Basilique Saint Marc, au balcon duquel les musiciens pouvaient se positionner, en réponse au côté opposé

L'école vénitienne se développa autour de l'activité musicale à la basilique Saint-Marc entre les années 1550 et 1610 et l'on peut noter deux facteurs principaux qui encouragèrent la naissance de cette « première » école vénitienne de la musique (la deuxième peut être considérée un siècle plus tard avec Antonio Vivaldi): 
- après la mort du pape Léon X en 1521 et le Sac de Rome en 1527, la longue tradition qui faisait de la capitale italienne un centre international de musique a quasiment disparue; de nombreux musiciens voulant se rendre en Italie choisirent dès lors plutôt Venise, Milan ou Florence par exemple.
- le musicien vénitien d'origine franco-flamande Adrian Willaert (1490-1562) fut le principal maître d'œuvre de la naissance de l'école de composition vénitienne, car il occupe la fonction de maître de chapelle à Saint-Marc depuis 1527. Il occupera ce poste jusqu'à sa mort à 72 ans. Willaert y exploite les potentialités acoustiques offertes par l'architecture particulière de la basilique Saint-Marc où deux tribunes se font face et dans lesquelles sont installés deux orgues et deux choeurs. Il est ainsi possible d'obtenir des effets d'écho en faisant alterner différentes masses sonores tant chorales qu'instrumentales.

C'est donc de l'architecture de la basilique et de l'influence franco-flamande de Willaert que cette école de composition vénitienne naîtra et donnera lieu à certaines innovations compositionnelles (forme concertante, division des chœurs, etc.). En effet, la disposition des instruments (leur nombre pouvant varier de 8 à 20) dans la basilique et son effet dans des cérémonies religieuses ou officielles fait que la musique de Saint-Marc devient vite une des attractions artistiques de la ville, alors au sommet de sa splendeur.
On notera également les contributions majeures, d'une part, d'Andrea Gabrieli (1515-1586), organiste de la basilique Saint-Marc et compositeur novateur dans le domaine de la polyphonie chorale; et, d'autre part, de son neveu Giovanni Gabrieli, également organiste et compositeur, premier musicologue influent de l'époque moderne, qui participera largement à la théorisation et à la diffusion de cette école vénitienne.

## Œuvres
On appelle, en italien, cori spezzati les « chœurs divisés » que met en place Willaert à Venise.